# Germany 12 Points
Germany 12 Points was driemaal de Duitse voorronde van het Eurovisiesongfestival. Het loste in 2004 de Countdown Grand Prix af. Na enkele slechte resultaten werd Countdown Grand Prix stopgezet, al bleef het concept voor Germany 12 Points wel ongeveer hetzelfde.
Nieuwigheid was dat Stefan Raab kandidaten mocht leveren uit een televisieprogramma Stefan sucht den Super-Grand-Prix-Star. Voorwaarde was dat de kandidaat in de Duitse top 40 zou staan. Max kwam meteen binnen op 1 en kreeg dus een wildcard voor de finale, hij moest het opnemen tegen onder andere Scooter. Na een eerste selectieronde bleven alleen Max en Scooter over. In de finaleronde hing alles af van de televoters. Daar gaf Max de populaire band Scooter een veeg uit de pan door met 92,05% van de stemmen te lopen. Op het songfestival zong Max zelfs een paar zinnen in het Turks en haalde hij een verdienstelijke 8ste plaats.
In 2005 won Gracia, ditmaal slechts nipt van de groep Under One Flag, die met een typische Ralph Siegel song aantrad. Helaas werd Gracia laatste op het songfestival.
In 2006 gooit Duitsland het weer over een andere boeg, in een nieuw programma genaamd Der deutsche Vorentscheid 2006 – 50 Jahre Grand Prix traden slechts 3 kandidaten aan waaronder Vicky Leandros en Thomas Anders (Modern Talking).
Duitsland zal haar vertegenwoordiger voor het Eurovisiesongfestival in 2022 wederom selecteren via Germany 12 Points. Tijdens de finale die op 4 maart gehouden werd in Berlijn won Malik Harris. Van de zes deelnamens won zijn nummer Rockstars met 208 punten. 

## Lijst van winnaars
| Jaar | Liedje                   | Artiest      | Songwriter(s)                             | Finale | Punten |
| ---- | ------------------------ | ------------ | ----------------------------------------- | ------ | ------ |
| 2004 | Can't wait until tonight | Max          | Stefan Raab                               | 8      | 93     |
| 2005 | Run & Hide               | Gracia       | David Brandes, Jane Tempest& John O'Flynn | 24     | 4      |
| 2022 | Rockstars                | Malik Harris | Malik Harris, Marie Kobylka & Robin Karow | 25     | 6      |